# Колтън (окръг, Южна Каролина)
Окръг Колтън (на английски: Colleton County) е окръг в щата Южна Каролина, Съединени американски щати. Площта му е 2934 km², а населението – 38 604 души (1 април 2020). Административен център е град Уотърбъро.